# هاوتورن (مینیاپولیس)
هاوتورن (به انگلیسی: Hawthorne) یک منطقهٔ مسکونی در ایالات متحده آمریکا است که در مینیاپولیس واقع شده‌است. هاوتورن ۴٬۵۶۷ نفر جمعیت دارد.